# Tomi dji
Le Tomi dji ou Dakhar est un jus originaire du Mali fait à base de tamarin. On en retrouve un peu partout en Afrique subsaharienne. Ce jus est prisé parce que dans la médecine traditionnelle, le tamarin est fortement utilisé pour ses vertus digestives et expectorantes. Pour cela, les populations en consomme énormément parce que cela  serait très bénéfique pour les reins et le foie et permettrait aux consommateurs d'avoir naturellement de la vitamine C, de la vitamine PP et B2 et aussi des sels minéraux,.  Le tomi dji se consomme à toutes les heures de journées,,,,.    

## Composition
Pour faire le tomi dji, il faut selon la quantité que l'on souhaite, une tasse de pulpe de tamarin frais, du sucre, un peu d'extrait de vanille et de l'eau.    